# Ciklohexánhexon
A ciklohexánhexon krémszínű vagy szürkésbarna por (op. 90–99°C). A szén egyik oxidja, a szén-monoxid hexamerje, a ciklohexán hexaketonja. 

## Fordítás
Ez a szócikk részben vagy egészben  a   Cyclohexanehexone című angol Wikipédia-szócikk fordításán alapul.  Az eredeti cikk szerkesztőit annak laptörténete sorolja fel. Ez a jelzés csupán a megfogalmazás eredetét és a szerzői jogokat jelzi, nem szolgál a cikkben szereplő információk forrásmegjelöléseként.